# Parcani, Călărași
Parcani este un sat din comuna Răciula, raionul Călărași, Republica Moldova.